# Hainault
Hainault är en del av en befolkad plats i Storbritannien.   Den ligger i grevskapet Greater London och riksdelen England, i den sydöstra delen av landet, 20 km nordost om huvudstaden London. Hainault ligger 44 meter över havet och antalet invånare är 7 071.
Terrängen runt Hainault är platt, och sluttar söderut. Runt Hainault är det mycket tätbefolkat, med 4 039 invånare per kvadratkilometer. Närmaste större samhälle är City of London, 17,3 km sydväst om Hainault. Runt Hainault är det i huvudsak tätbebyggt.